# Krasnojarsk (meteorit)
Krasnojarsk meteorit je meteorit iz skupine palazitov. To je prvi znani meteorit, ki je bil najden v Rusiji.

V letu 1772 je nemški raziskovalec Peter Simon Pallas (1741 – 1811) na ekspediciji od Tatarov slišal za veliko železno telo, ki bi naj padlo leta 1749 na tla pri sibirski vasi Ubejsk (to je okoli 145 km južno od mesta Krasnojarsk). Pallas je preiskal najdeno telo. Imelo je črno skorjo, v notranjosti pa mešanico kristalov olivina. Ne da bi vedel, je Pallas odkril zanimiv meteorit. Te vrste meteoritov so pričeli imenovati Pallasovo železo. Pozneje so tudi potrdili, da ima najdena kamnina zunajzemeljski izvor. 

Meteorit iz Krasnojarska je bil prvi iz skupine kamnito-železovih meteoritov, ki jih sedaj imenujemo po prvem najditelju kot palazite. Skupna masa izvornega telsa je bila okoli 700 kg. Pozneje so v znanstvene namene in za zbiralce meteoritov od osnovnega kosa odkrušili več manjših vzorcev in ga cello razžagali na dva dela. Danes je ostalo v osnovnem kosu samo 515 kg. Ostanek meteorita se nahaja v Ruski akedemiji znanosti v Moskvi.